# デクスター 警察官は殺人鬼
『デクスター 〜警察官は殺人鬼』（デクスター けいさつかんはさつじんき、原題: Dexter）は、アメリカのドラマシリーズ。ショウタイムで2006年から放送された。日本のDVD発売時のタイトルは『デクスター』である。

## 概要
ジェフ・リンジーの小説『デクスター 幼き者への挽歌』が原作であり、第1シーズンのプロットはほぼこの小説の内容を踏襲している（ただし、サブキャラクターの性格設定や、ストーリーの細部は改変が加えられている）。なおリンジーは原作小説の続編を発表し続けているが、ドラマの第2シーズン以降はリンジーの続編小説とは内容が離れ、テレビシリーズ独自のストーリーが展開されており、主人公が殺人を繰り返す日々の中、新しい理解者、友、目標とする存在などが現れ、妹、恋人、同僚という近しい存在と彼らと、どちらを選ぶかという対立構造で描かれると同時に、自らの正体に迫る状況からの回避やシリアルキラー同士の対決が並行する。
原作小説は、独自の価値観を持つ主人公デクスターの一人称で書かれており、そのためドラマ中でもデクスターの内面独白が多く挿入されている。各エピソードの原題は基本的に短く、過去のヒット曲のタイトルやありふれた慣用句がそのまま使用されたり、とドラマのストーリーをそのまま提示しない抽象的な題名が付けられている。
日本ではサスペンスシアター FOXCRIMEで2007年から放送された。放映時間が53分とショウタイムの番組は他のドラマより長い。FOX CRIMEの放送における視聴年齢制限は無かったが、DVDおよび試写会においてはR-15指定を受けている。
主役のデクスターを演じるマイケル・C・ホールと、義妹のデボラ役のジェニファー・カーペンターは、この番組がきっかけで2008年に結婚したが、2010年末には離婚した。
最終第8シーズンは本国で2013年6月3日から放映され、日本でも同年放送された。
2021年からは続編デクスター:ニュー・ブラッドが放送されていたが、2023年2月3日、Showtimeは一旦シーズン2に更新せず打ち切りを発表したが、その後主人公を息子のハリソンに交代した上で更新する事が発表された。

## あらすじ
マイアミ警察の血痕鑑識官として働くデクスターにはもう一つの顔があった。それは自らの殺害欲求を抑えられないシリアルキラーとしての顔。しかし、彼が狙うのは彼独自の基準に適った凶悪な犯罪者のみ。彼は優秀な鑑識官として事件を解決する一方で法で裁き切れない凶悪犯を己の衝動に因って次々と殺害していく。

### 第1シーズン
デクスターの表の顔と裏の顔が紹介される。同僚のドークス刑事はデクスターの行動に疑いを持つが、何も確証をつかめない。売春婦の連続殺人事件が起こり、デクスターの助けもあって妹のデボラは死体を運ぶトラックを見つけ、殺人課への転属希望がかなえられる。犯人の「冷凍車キラー」はデクスターのアパートに侵入し、デクスターをもて遊び始める。
一方でデクスターはリタとの恋愛関係を始め、保釈中の前夫ベネットを陥れて刑務所に逆戻りさせる。
デボラは義肢医のルディ・クーパーと交際を始めやがて婚約する。デクスターはルディが実の兄のブライアンであり、母の惨殺によってさらに大きな悪影響を受けて育った「冷凍車キラー」であることを知る。ルディに誘拐されたデボラをデクスターは解放し、自殺に見せかけてルディを殺す。

### 第2シーズン
リタは前夫ベネットをデクスターが陥れたことを疑い、デクスターは成り行き上麻薬中毒であることを認めてしまう。麻薬治療の会でデクスターは芸術家のライラに出会う。
デクスターの捨てた死体が発見され、殺人犯だけが被害者である「ベイハーバー・ブッチャー」事件となり、FBIからフランク・ランディが派遣されて捜査チームが組織される。デボラはフランクと親しくなる。ドークスはデクスターのアパートに忍び込んで血のスライドのコレクションを入手するが、これが彼の車から発見されたために逆に被疑者として指名手配される。ライラはデクスターに異常な愛情を示すようになり、つけ回すようになる。
デクスターはドークスの前で殺人を犯し、ドークスを幽閉せざるを得なくなる。ライラはデクスターをつけ回すうちに、閉じ込められたドークスを見つけ、ガス爆発で殺す。FBIはドークスの死体とデクスターの殺した死体を見つけ、ドークスが「ベイハーバー・ブッチャー」の犯人だと結論付けて事件は終結する。ライラはリタの子供たちを誘拐し閉じ込めて放火し、デクスターにリタとライラのどちらかを選ばせようとする。デクスターは子供たちを助け、後にパリに旅をしてライラを殺す。

### 第3シーズン
リタは妊娠し、デクスターの求婚を受け入れる。デクスターは麻薬業者フリーボを追う途中で自己防衛のためにオスカー・プラドを殺してしまう。フリーボを殺した時、その兄でラゲルタの昔の恋人であるキューバ系のミゲル・プラド検事補に出会い、正当防衛で殺したと嘘をつく。ミゲルは弟の仇を取ってくれたことに感謝して事件を隠蔽し、妻シルビアとともにデクスター、リタと親しくするようになる。ミゲルはデクスターとともに凶悪犯を殺す作業に加わるようになる。だがミゲルはデクスターに知らせず、自分のライバルで無実の弁護士エレン・ウルフを殺す。デクスターはミゲルを殺して殺人を止めさせようとする。
別の連続殺人犯「スキナー」事件が起こり、クイン刑事とデボラがペアを組み、デボラはクインの情報屋のアントン・ブリッジスと親しくなる。「スキナー」は逮捕されるが、ミゲルは釈放して引きかえにデクスターを殺させようとする。ラゲルタがミゲルの殺人の証拠を見つけたため、ミゲルは彼女を殺そうとするが、その前にデクスターがミゲルを捕えて殺す。ミゲルの弟ラモンはデクスターを疑う。
スキナーがデクスターを捕えるが、デクスターは逃げ出してスキナーを殺す。腕の骨を折りながらも、デクスターはリタとの結婚式に参列する。

### 第4シーズン
デクスターはリタと子供たち、そして生まれたばかりのハリソンと暮らし始めるが、殺人と家庭の両立に悩む。
引退したFBI捜査官フランク・ランディが、一都市で一定の順番で三人を殺す「トリニティ・キラー」と呼ばれる犯罪者を追ってマイアミに来る。だがデボラとフランクは狙撃され、フランクは死ぬ。
フランクの集めた証拠を基にしてデクスターは「トリニティ・キラー」の正体が、教師で教会に通いチャリティ活動を行うアーサー・ミッチェルであることを突き止める。アーサーが長年連続殺人と家庭を両立させたことに感銘を受け、デクスターはカイル・バトラーの偽名を使ってアーサーに近づいて自分の殺人と家庭の両立に生かそうとする。だがデクスターは、アーサーの家庭が見かけほど円満でなく、子供たちを虐待していたことを知り、アーサーを殺そうと決意する。
デボラは怪我から回復し、自分とフランクを撃ったのがトリニティの娘で新聞記者のクリスティーナ・ヒルであることを突き止めるが、クリスティーナは自白した後デボラの目の前で自殺する。
アーサーが少年を誘拐した時、三人を殺す前に少年を誘拐するというパターンがフランクの捜査から漏れていたことを知り、デクスターは少年を救出する。アーサーはカイルと名乗っていたデクスターを警察署まで尾行して身元を突き止める。デクスターは危険を察知してリタら家族を遠くに移す手配をした後でアーサーを殺し、誰もいないはずの家に帰る。だが家に帰った時、「トリニティ・キラー」の手法で殺されたリタと、かつての自分と同じく母の血の海の中にいるハリソンを発見する。

### 第5シーズン
クインはリタの殺人が「トリニティ・キラー」のパターンから外れているため、デクスターを疑い始める。リタの娘アスターは、母の死をデクスターのせいにし、弟コーディーとともに祖母と暮らすためオーランドに引っ越す。
マイアミ警察は連続殺人の捜査を始め、デクスターは犯人を突き止めて殺すが、次の犠牲者になるところだった女性ルーメン・アン・ピアスに目撃される。クインは証人保護プログラムによって隠れ住んでいたアーサーの家族を探し出すが、FBI捜査官に質問を阻止される。ラゲルタは命令違反でクインを停職にする。
ルーメンは複数の男に襲われたといい、復讐を手伝ってくれとデクスターに依頼する。ルーメンを襲った男たちはジョーダン・チェースとその周辺の人物であることがわかる。デクスターは、自分と同じ殺人の衝動に駆られているルーメンとの関係を深める。
一方でラゲルタとエンジェルは結婚を発表し、クインとデボラの仲も発展している。エンジェルが酒場でもめ事を起こした時、ラゲルタは警察の内部監査の目をそらすために、別の汚職警官リディに監査の目を向けさせ、失職させる。共にラゲルタに裏切られたクインとリディは接触し、リディはデクスターを調査し始める。
デボラと関係を深めたクインはリディの調査をやめさせようとするが、既にデクスターとルーメンの怪しい行動を目撃したリディは調査を続け、デクスターを捕え、クインを呼び出す。デクスターはリディを殺す。
リディと接触をしていたクインはリディ殺人の容疑者として逮捕される。ルーメンがジョーダンに捕えられ、デクスターは彼女を救出し、ジョーダンを殺す。殺人現場に来たデボラは半透明のプラスティック越しに二人のおぼろげな姿を認めるが、そのうち一人が犯罪の被害者女性であることを知って同情し二人を見逃す。ジョーダンが死んだ今、ルーメンはもはや殺人の衝動から解放され、新しい人生を歩むためにデクスターの元を去る。
デクスターはクインの靴に付いたリディの血液の証拠を隠滅してクインの容疑を晴らす。デクスターは自分の未来には希望があるのか疑う。

### 第6シーズン
ラゲルタは、売春組織の顧客名簿に名前のあったマシューズ本部長代理を脅迫し、警部に昇進する。ラゲルタとエンジェルは離婚しており、マシューズはラゲルタの後任警部補にエンジェルではなくデボラを据えるが、ラゲルタは部下となったデボラの仕事を妨害する。エンジェルの妹のジェイミーがハリソンのベビーシッターとなっている。クインはデボラへのプロポーズを断られ、荒れて酒に溺れる。
ヨハネ黙示録の予言に従って殺人を行いその徴を残す「黙示録キラー」殺人事件が連続して起こり、元神学教授のジェームズ・ゲラーとその教え子で美術品修復業のトラヴィス・マーシャルが容疑者として登場する。デクスターは、過去の犯罪を悔いて神父となり、修理工場を経営しながら犯罪者を雇って更生をはかるブラザー・サムを「黙示録キラー」だと疑って近づく。潔白と分かったあとは、悪の衝動を抑えてハリソンのよき父となるための手本として親しくなる。だがブラザー・サムは殺され、犯人を赦せというサムの言葉に背いて犯人を処刑する。
デクスターはアーサー・ミッチェルの妻と娘が殺されたことを知り、息子ジョラーが父親の邪悪な道を歩んでいることを疑う。兄ブライアンの幻影に促されてネブラスカに行きジョラーを殺そうとするが、ジョラーが邪悪な犯罪者でないことを知って見逃す。
実はゲラー教授は何年も前に死んでおり、トラヴィスの想像の中だけで生きていたことが判明する。トラヴィスはデクスターを黙示録の「獣」と呼び殺そうとするがデクスターは逃れる。トラヴィスはデクスターの息子ハリソンを誘拐するが、デクスターはハリソンを救い、トラヴィスの意識を失わせて処刑場として準備していた教会に運び込む。
ラゲルタが情報をリークしたためにマシューズは辞職を迫られる。心理療法のセッションでデボラはデクスターに異性としての愛情を感じていることに気づく。デボラはデクスターのいるはずの教会に行き、まさにトラヴィスの胸を刺すところを目撃する。

### 第7シーズン
デクスターがトラヴィス・マーシャルを殺すところを目撃したデボラは、教会を焼き払って証拠を隠滅する。刑事がウクライナ・マフィアに殺され、デクスターは犯人を突き止めて処刑する。ラゲルタは教会に残された血液のスライドを調査し始め、「ベイハーバー・ブッチャー」がまだ生きており、死んだドークスではないことを確信する。デボラはデクスターのアパートを捜査してデクスターが「ベイハーバー・ブッチャー」であることを知る。デボラはデクスターと同居して一挙一動を監視し始める。
一方マイアミ警察は、15年前の連続殺人の共犯者としてハンナ・マッケイを調査し始める。デクスターはハンナが殺人者であることを知り、処刑しようとするが果たせず深い関係になってしまう。ルポライターのサルヴァトーレ・プライスがハンナを調査し、その過程でデボラと急接近するが、ハンナのインタビューの直後に死ぬ。デボラはハンナがプライスを殺した証拠を見つけられず、デクスターにハンナを処刑するよう頼むがデクスターは断る。
ウクライナ・マフィアの幹部であるアイザック・シルコは部下の死を調査し始め、デクスターが手を下したことを知って復讐を誓う。組織の命令に背いて調査を続けたアイザックは組織に追われる身となり、殺された部下とは恋人であったとデクスターに語る。デクスターの助けを得るためアイザックはハンナを誘拐するが、組織の暗殺者に殺され、デクスターはハンナを救い出す。
デボラはハンナの犯罪の証人を見つけるが、その直後にハンナに薬物を飲まされて交通事故で死にかける。デクスターはこれを許さず、ハンナがプライスを殺した証拠をデボラに渡し、愛するハンナを逮捕させる。だがハンナは脱走する。
デクスターの母を殺した犯人の一人が突然釈放され、デクスターは彼を殺そうとするが、ラゲルタが整えた罠であることがわかる。ラゲルタは、トラヴィス・マーシャルが殺された教会の放火にデボラが関わっていた証拠をデボラに見せる。デクスターとラゲルタのにらみ合いの現場にデボラは踏み込んでしまい、逡巡の後にラゲルタを殺す。

### 第8シーズン
ラゲルタを殺した半年後、罪の意識に悩むデボラは警察をやめ、元警官のジェイコブ・エルウェイの経営する探偵会社に勤めている。デボラはデクスターと心中しようとして失敗する。
犠牲者の脳の一部を切り取るため「脳外科医」と呼ばれる連続殺人が起きる。かつてハリーに協力して「ハリーの掟」を作り、デクスターの精神的な母親とも言える、犯罪心理学者エブリン・ボーゲルが捜査に協力する。エブリンは自分がかつて治療したサイコパスの一人が犯人であるとデクスターに言い、デクスターは患者リストを基に調査を始める。
強い殺人衝動をもち殺人を犯した少年ザックを見つけ、デクスターは弟子として「ハリーの掟」を教え込もうとする。だがデクスターの隣人が殺され、「脳外科医」がザックを殺してデクスターの自宅に遺棄する。犯人のDNAは、弟を殺して死んだはずのエブリンのサイコパスの息子ダニエルに一致し、隣人の恋人オリバー・サクソンの正体であることがわかる。
逃亡中のハンナ・マッケイが再び姿を現し、富豪の夫を殺すが、連邦保安官とエルウェイに追われる。デクスターはハンナとの関係を復活させ、ハリソンとともにアルゼンチンに行き新しい人生を始めようと計画するが、同時にサクソンを殺そうともする。エブリンは二つの目標を追いかけることは危険だとデクスターに警告する。
デクスターの目の前でエブリンはサクソンに殺される。デクスターはサクソンの処刑を思い留まるが、サクソンは逃れて連邦保安官を殺し、警察に復帰したデボラを撃つ。デボラの容体は悪化し死亡。デクスターはマイアミにとどまり、ハンナとハリソンを二人だけでアルゼンチンに逃がす。
正当防衛を装ってサクソンを殺したデクスターは、マイアミにハリケーンが迫る中で船を出し、デボラを海に沈める。デクスターは死んだとされるが、実はオレゴン州で生きている。

## 登場人物

### 主要人物

#### 主人公と親族・家族
- デクスター・モーガン (Dexter Morgan)
  - 演 - マイケル・C・ホール / デヴォン・グレイ（十代） / ドミニク・ジェーンズ（英語版）（幼少・少年期）、日本語吹替 - 桐本琢也 /
  - 本作の主人公。マイアミメトロ警察の血痕専門鑑識官。観察眼や分析力などの鑑識能力に優れ、“州一の鑑識官”として、周囲から一目置かれている。しかしそれは、科学的根拠以上に、同じ殺人者として同類を見抜く洞察力に由来する部分も多く、そのことで長くドークスから疑念を抱かれていた。
  - 4歳で孤児となり、警察官であるハリーに引き取られてモーガン家の養子となる。その後まもなくして、些細な理由で動物を殺して埋葬するなど、奇行が目立つようになり、殺人衝動をも抱き始めていたことが明らかとなる。それと同時に「そのことで養父母を困らせたくない」という理性や良心を持ち合わせていたため、義父ハリーによって、その秘密は完璧に隠蔽されることとなった。幼い頃はその衝動を狩りで捕えた獲物を解体することで発散させるなどしていたが、それでは満足できないようになると、今度はその欲求を法では裁けない凶悪犯罪者のみに向けるよう叩き込まれた。遂にはハリーの掟と呼ばれる独特の不文律と、殺人及び証拠を消すだけの技術を授けられたことで、襲い来る衝動を制御できるようになる。そのため普段は、殺人者としての顔を隠し、表の顔である、温厚で人当たりのいい性格を完璧に演じることが出来た。
  - 裏の顔であるシリアルキラーとしては、殺害する直前、頬に刃を入れて血液を採取し、意識のある状態でその体に刃を突き立てて命が消えていく瞬間を見るスタイルを好み、その際、得た血のスライドは彼のコレクションとして、自宅アパートの古いエアコンのカバーの中にしまいこまれている。
  - 開始当初、ハリーの元に預けられる前の記憶が一切なく、自身の殺害欲求の原因はそこにあるのではないかと考えていたが、積極的に知ろうとは考えていなかった。シリアルキラーとしてのある種、無感情で非人間的な人格が本来のデクスターであり、表向きの温厚な人物像は仮面であると自ら認識しているが、亡くなった養父や養母、義妹のデボラや恋人のリタ、リタの子供であるアスターとコーディ、後に生まれるハリソンのことは大切だと感じており、彼女たちを守るために掟を曲げたり、苦渋の選択を強いられることもある。そのことに対して、本人は、ハリーの「周りに溶け込め」という教えを遵守するうちに身に付いたものだと解釈していた（いわゆる一種の哲学的ゾンビに近い存在）。
  - 頭脳明晰で医学部を首席で卒業した経歴を持つ。また、周囲にはほとんど知られていないが、マーシャル・アーツの達人である。薬を用いずとも被害者を拉致する程度は容易く、特殊部隊出身のドークスを相手に対等以上に立ち回る場面も。現場には、何一つとして証拠を残さないほど几帳面で、それが彼の徹底した生活態度にも現れている。銀行口座を持たず、現金のみを持ち歩き、身分証らしい身分証は鑑識官のものだけで、レンタル会員証ですら所持していないほど用心深い。
  - シーズン1では自らの殺害欲求を満たすために定期的に凶悪犯罪者をその手にかけながら、鑑識官として、連続殺人犯の冷凍車キラーを追う。冷凍車キラーは、シリアルキラーとしてのデクスターを見抜いているかのような挑戦的なコンタクトを仕掛けてくるが、それを本当の自分を理解してくれていると感じて、冷凍車キラーとの密かな交流を喜んでいた。
  - 段々と自分との距離を縮めてくる冷凍車キラーによって、デクスター自身の失っていた過去の記憶へと徐々に導かれ、やがて全てを思い出す。その上で冷凍車キラーとの関係に、苦悩しながらも決着をつけた。
  - 第3シーズンではリタと結婚し、第4シーズンでは息子ハリソンが生まれる。
- デボラ・モーガン (Debra Morgan)
  - 演 - ジェニファー・カーペンター、日本語吹替 - 木下紗華
  - デクスターの義理の妹。マイアミメトロ警察の警官。元は風紀課の制服警官であったが、冷凍車キラーの事件で、デクスターの助言を受けて手柄を認められ、晴れて念願の殺人課へと昇進する。その後、殺人課の警官として、日夜を惜しまず捜査に取り組んでいる。課の先輩達からは父ハリーの優秀さを受け継いだ警官としてデクスターと共に評価されているが、熱心さの余り周りが見えなくなることもあり、殺人課の警部補であるマリアからは半人前の扱いを受けることが多く、デボラ自身もそんなマリアに反発心と苦手意識を持っている。
  - 感情の起伏が激しく、すぐ態度や言葉に表し、気ままな生活を送る。デクスターが不得手としていた恋愛に関しては、かなり奔放。普段、乱暴な言葉遣いなどでタフなふりをしているが、実際は繊細で女性らしい一面も持つ。
  - 義理の兄であるデクスターに対しては、その優秀さや実父であるハリーとの親密な関係にコンプレックスを抱く反面、一途に慕っており、能力においても全面的な信頼を置いている。そのためリタなど、ほんの一部を除いた他人が、兄妹間の問題に介入してくることを激しく嫌っている。亡くなった父を立派な警察官として尊敬しているややファザコン気質であり、遙か年上のランディに強く惹かれることになった。
  - 第6シーズンの最後にデクスターの連続殺人犯としての顔を知ってしまい、デクスターへの想いと罪の意識との間で苦しむ。
- ハリー・モーガン (Harry Morgan)
  - 演 - ジェームズ・レマー、日本語吹替 - 仲野裕
  - 幼いデクスターを引き取った養父。故人。優秀な刑事であり、誰も気付かなかった少年期のデクスターの異常性に気付き、その事に悩みながらも欲求の制御や隠し方、人を殺すことの重みなど様々なことをデクスターに教え、凶悪犯のみを殺すという一定の基準（掟）をも与えた。病に侵されて死んだ後も、ハリーの教えは“ハリーの掟”としてデクスターの行動の規範となっており、これによってデクスターは殺人の欲求を満たしながらも一介の市井の人間として生きることが可能となっている。第1、第2シーズンでは、「デクスターに掟を教え込む」回想シーンで頻繁に登場する。第3シーズン以降では、デクスターが自身の行動に悩むシーンにおいて「語りかけてくる幻の存在」として、やはり頻繁に登場する。
- リタ・ベネット (Rita Bennett)
  - 演 - ジュリー・ベンツ、日本語吹替 - 加納千秋
  - デクスターの恋人で後に妻となる。アスターとコーディという一男一女を持つシングルマザーで、薬物中毒者で売人の元夫ポールから、度重なる家庭内暴力を受けていた。その事件を担当したデボラの仲介によって、デクスターと知り合い、恋人同士となったが、デクスターにとっては当初、周囲に不振がられないための隠れ蓑のつもりであった。子供にも優しく、誠実な性格のデクスターのことを心から信頼し愛しているが、時として覗かせる常人とは違う何かに困惑してしまうことも多い。また、前夫の暴力がトラウマになっており、肉体関係を避けるようになっていたが、次第に心の傷が癒え、彼女の方から積極的にモーションをかけるようになり、前夫の横死、ライラの介入による破局を乗り越えて、交際を続け、妊娠を経て、結婚。デクスターとの間に、ハリソンという息子をもうける。
- アスター・ベネット (Aster Bennett)
  - 演 - クリスティーナ・ロビンソン
  - リタと前夫ポールの娘でコーディの姉。暴力をふるう麻薬中毒の父親を嫌っていたが、再会後はその変化を認め、実の父として慕うようになっていたが、それも束の間、ポールは帰らぬ人となってしまう。母の恋人であるデクスターにも同様に懐いていたが、義理の父となってからは、反抗的な態度を取ることも多くなった。
- コーディ・ベネット (Cody Bennett)
  - 演 - ダニエル・ゴールドマン、日本語吹替 - 寺門真希
  - リタと前夫ポールの息子。姉と異なり、麻薬中毒者の父親をそうとは知らず、純粋に慕っていた。反面、母の恋人であるデクスターにも懐いており、義理の父となってからも心境に変わりはなく、デクスターを悪くいわれて、他の子供と喧嘩をしたこともある。

#### マイアミ警察関係
- エンジェル・バティスタ (Angel Batista)
  - 演 - デイヴィッド・ザヤス、日本語吹替 - 駒谷昌男
  - マイアミメトロ警察殺人課の刑事でデクスターの同僚。デクスターの血痕鑑識官としての能力を誰よりも理解し認めている。署内でも、出世に目が行きがちな上司のラゲルタを上手くたしなめたり、そのラゲルタに好かれていないデボラの手柄のために協力したり、事件に追われ憔悴しているデクスターを気遣うなど、温厚で優しい性格の持ち主で、職場におけるコミュニケーションの良きバランサー。デクスターですら、もし感情があったなら、エンジェルのような人間になりたいと思っているほどの好人物であると同時に、刑事としても優秀で、いち早く冷凍車キラーの秘密に近づき、ベイハーバー・ブッチャーの正体に迫るなどしたが、そのため重傷を負ったり、果てはレイプの疑いをかけられたりとトラブルに見舞われることも多い。アウリという娘がいるが妻と共に現在は別居状態にある。
  - その後ラゲルタと結婚するが破局し、一時は警察をやめてレストラン経営を始めるが、後に復職する。
- ジェームズ・ドークス (James Doakes)
  - 演 - エリック・キング、日本語吹替 - 竹田雅則
  - マイアミメトロ警察の殺人課の巡査部長。警部補のマリアとは元相棒で古くからの友人でもある。元アメリカ軍の特殊部隊の隊員。多くのマイアミ警察の警官の中で、デクスターにあからさまな疑念と嫌悪感を持っている唯一の警官で、その正体を暴こうと執拗につきまとう。一方デクスターにとってはジェームズを通して自分が善人ではないことを思い知れると皮肉を交えて感謝している。同僚でありソフトボール仲間でもあったリッキーとその妻カーラの殺害事件と、その黒幕であるゲレロに執着したり、適正を疑われる発砲をしたりと、自身の正義感からくる暴走をしがち。また、他人をまるで信用せず、独断で行動することが多かった。このような面が第2シーズンで彼自身に災いすることになる。
- マリア・ラゲルタ (Maria Laguerta)
  - 演 - ローレン・ベレス、日本語吹替 - 田村聖子
  - マイアミメトロ警察の警部補で異例の速さで出世を遂げたやり手の女刑事。ミゲル・プラドと並び、キューバ系市民の英雄的存在。上昇志向・出世欲が非常に強く、そのために処世に血道を上げており、周りからもそう思われているが、警官として職務には良心的で忠実である。デクスターには概ね好意的だが、デボラに対しては、当初は能力を認めようとはせずに冷遇し、しばしば彼女の意見を無視することがあった。一方でデボラが殺人課に正式に所属してからは部下として個人的な気遣いは向けており、共に仕事をしていくうちに徐々に認め合うようになっていく。かつて公私にわたってパートナーであったドークスがベイハーバー・ブッチャーであることに署内で唯一疑問を抱いており、第7シーズンでは自身が発見した証拠を基にドークスが犯人ではないことを確信し、独自に調査をするようになる。
- ヴィンス・マスオカ（マスカ） (Vince Masuoka)
  - 演 - C・S・リー、日本語吹替 - 佐藤美一
  - マイアミメトロ警察の鑑識官でデクスターの同僚。かなり女好きで下ネタを連発するため、しばしば周囲の顰蹙を買う。特にデボラにちょっかいをかけることが多く、その度、冷たくあしらわれている。基本的には好人物だが、お調子者で空回りも多く、時に空気の読めない言動をするため、職場ではちょっと困った奴だが憎めないというコミカルな役回り。新入りのクインに図星を突かれてしょげかえり、不自然なほど真面目に振舞ったこともあったが、デボラやバティスタなどの励ましもあって、その後、立ち直った。第8シーズンでは学生時代の精子提供の結果生まれた娘が登場する。日系人らしく苗字のつづりはMasuokaだが同僚たちからは「マスカ」と呼ばれ、FOX CRIME版の字幕では「マスカ」と表記されている。DVD版の字幕・吹替では「マスオカ」。
- カミラ (Camilla)
  - 演 - マーゴ・マーティンデイル
  - マイアミメトロ警察の資料課職員。ハリーの友人で、今はデクスターの友人でもある。調べることが趣味だというデクスターには密かに事件資料を融通していた。ハリーがデクスターを養子にした時の経緯を全て知りながら、デクスターに明かすことを頑なに拒んだ。ヘビースモーカーである。その後、第3シーズンで肺がんであることが発覚する。死の床で、デクスターの正体についても薄々気付いていたことを明かしつつ、延命より尊厳死を望むとしてデクスターに協力を仰ぐ。
- ジョーイ・クイン (Joey Quinn)
  - 演 - デズモンド・ハリントン、日本語吹替 - 加瀬康之
  - 第3シーズン以降から登場する。マイアミメトロ警察の麻薬課から殺人課に異動してきた如才無い警官。容疑者として死亡したドークスに代わって殺人課に配属され、デボラの捜査パートナーとなる。暮らしぶりは豪勢で、そのことに疑念を持つデボラには、親戚から受け継いだ財産があると豪語していたが、実は現場で金を盗んでおり、それをデクスターに目撃されている。その他にも情報屋や囮についての正規の手続きを踏まなかったり、恋人となった記者クリスティーナに内部情報を漏えいするなど、警察官としては問題が多く、内部監査官から監視され、そのことで度々デボラは悩まされる。
- ジェイミー・バティスタ (Jamie Batista)
  - 演 - エイミー・ガルシア（英語版）、日本語吹替 - うえだ星子
  - 第6シーズン以降の登場人物。エンジェルの妹。大学に通う傍らアルバイトとしてハリソンの子守を引き受ける。兄の厚い監視と保護に嫌気を指しながらも法医学インターン生としてマスカに採用されたルイスと交際するようになる。第8シーズンではクインと交際する。子供の前で現場写真を広げたりする無神経なデボラとは気が合わず、何度か衝突している。
- トム・マシューズ (Tom Matthews)
  - 演 - ジェフ・ピアソン
  - 警部、後に本部長代理。常に警察のイメージを考えて人事を行い、ドークスよりもラゲルタを、エンジェルよりもデボラを出世させるなど警官としてより政治家として立ち回る。一度、ラゲルタに弱みを握られ無理に退職させられるが、彼女の死を契機に再び返り咲く。かつてのハリーの友人だったこともあり、モーガン兄妹にはおおむね協力的な姿勢を見せる。

### 各シーズン別人物
- ルディ・クーパー (Rudy Cooper)
  - 演 - クリスチャン・カマルゴ、日本語吹替 - 荻野晴朗
  - 第1シーズン登場人物。冷凍車キラーの毒牙にかかるも生還した被害者の義手と義足を誂えた四肢形成技師。事件の捜査を通じて、デボラと知り合い、急速に仲が深まっていった。デボラの兄であるデクスターにも異様な興味を示し、不自然なほど友好的な態度を示しながら、彼に近付いていく。
- ポール・ベネット (Paul Bennett)
  - 演 - マーク・ペルグリノ
  - 第1シーズン登場人物。リタの前夫でアスターとコーディの実父。元麻薬中毒者で売人。妻に暴力をふるったことで、娘に通報され、服役していた。後に出所し、更生したかのようにふるまっていたが、暴力癖や犯罪傾向はなくならなかった。娘と息子のことは純粋に愛していた。自分のパンチを易々と受け止めたこと、リタには見せたことのない不敵な態度などから、デクスターの得体の知れなさに疑惑を抱いていた。
- フランク・ランディ (Frank Lundy)
  - 演 - キース・キャラダイン、日本語吹替 - 小島敏彦
  - 第2シーズン登場人物。冷凍車キラーを上回る大量殺人鬼「ベイハーバー・ブッチャー」事件の捜査指揮のためFBIからマイアミメトロ警察に派遣された敏腕捜査官。物腰は柔和で、冷静に穏当に捜査を牽引していく。昼食とお茶はきっかり決められた時間に取ることをモットーとする紅茶派。グルメで料理も上手い。デクスターには一目を置き、頑張り屋ながらも危なっかしいデボラに対しては、さり気ない気遣いや優しさを見せる。
  - 第4シーズンでは、FBIを退職後に個人的に調査を行っていた連続殺人鬼「トリニティ・キラー」の捜査のため、再登場し、デボラとの愛も再燃する。
- ライラ (Lila)
  - 演 - ジェイミー・マーレイ
  - 第2シーズン登場人物。イギリス出身の芸術家。盗癖がある。デクスターが裏の顔を隠す目的でリタへ成り行きで「麻薬依存症である」という嘘をついたために、通うはめになった麻薬断薬会の参加者の美女。デクスターの正体を知らないながらも、同じような心の闇を持つ者として、デクスターの嘘の顔を見抜き理解者となるが、目的のためには手段を選ばないトラブルメイカー。
  - 後にデクスターのことを執拗に追い回し、囚われていたドークスからベイハーバー・ブッチャーの正体が彼であるのを知るが、彼のことを思い、ドークスを殺害し、彼の恋人の子供までも殺害しようとするが失敗。そのことからデクスターの逆鱗に触れ、殺害される。
- ミゲル・プラド (Miguel Prado)
  - 演 - ジミー・スミッツ、日本語吹替 - 中村浩太郎
  - 第3シーズン登場人物。やり手の検事補だが、強引で独善的な面を持つ。デクスターが誤って殺害してしまったオスカーの長兄。ラゲルタとは同じキューバ系で昔の恋人でもあり、彼女とは一家ぐるみで付き合いがある。保身のためのデクスターのミスリードもあってフリーボを弟殺しの真犯人と思い込み、職務を逸脱した異様な執念で追い始める。その過程でデクスターとは友情関係を築く。
  - デクスターと親しくなってからは、彼に犯罪者を殺したいと頼み込み、実際に犯罪者を殺すことで快楽を味わうようになるが、無実のエレンを殺害し、ラゲルタまで殺害しようとしたが、行き過ぎた行為の為、デクスターに殺害される。
- アントン・ブリッジス (Anton Briggs)
  - 演 - デヴィッド・ラムゼイ、日本語吹替 - 奈良徹
  - 第3シーズン登場人物。クインの情報屋のライブ・ミュージシャン。クインに紹介されたデボラと親密になるが、そのため皮剥ぎ犯に拉致される。深手を負いながらも、懸命の捜索あって無事救出される。その後もデボラとの絆を深め、デクスターの結婚式に彼女のパートナーとして出席するなど、交際は順調にいっていたように見えたが、ランディの再登場によって、破局した。
- エレン・ウルフ (Ellen Wolf)
  - 演 - アン・ラムゼイ
  - 第3シーズン登場人物。優秀な弁護士。ミゲルには凶悪犯を野放しにするとして目の仇にされ、そのミゲルを歪んだ正義感から公正な捜査や裁判を行わないとして法的に追及しようとしていた。ミゲルが無罪に持ち込める証拠を隠滅して有罪にした被告人の弁護を担当していたことからラゲルタが接触し、職務を通じて良い友人関係を築いてゆくが、デクスターによって殺しの掟と快楽を学んだ、ミゲルによって殺害されてしまう。
- ラモン・プラド (Ramon Prado)
  - 演 - ジェイソン・マヌエル・オラザバル、日本語吹替 - 白熊寛嗣
  - 第3シーズン登場人物。ミゲルの弟でオスカーの兄であるフロリダ郡警察の優秀な警官。フリーボの顛末を知らないため、フリーボ捜査に執念を燃やす。兄ミゲルと秘密を共有しあうデクスターを嫌う。
- シルビア・プラド (Sylvia Prado)
  - 演 - ヴァレリー・クルス、日本語吹替 - 水落幸子
  - 第3シーズン登場人物。愛称はシル。ミゲルの妻で不動産の仕事をしている。ミゲルとの間に子供はなく、夫婦関係に悩んでいる。ラゲルタを夫の浮気相手として疑っていた。デクスターを通じて知り合ったリタの良き相談相手・仲の良い友人となる。第8シーズンにも再び登場。マイアミを離れるため、家を売ろうとするデクスターのために尽力する。その際、ミゲルとのことに少し触れている。
- バーバラ・ジアナ (Barbara Gianna)
  - 演 - クリスティン・ダッティーロ
  - 第3シーズン登場人物。マイアミメトロ警察の風紀課の警官。おとり捜査で娼婦になりすましていたところ、客としてバティスタと出会い、その場を温情で見逃す。その後、彼女に惹かれたバティスタの猛アタックによって、親しく付き合うようになるが、価値観の違いから長続きしなかった。
- ジョージ・キング (George King)
  - 演 - ジェス・ボレッゴ
  - 第3シーズン登場人物。ニカラグアからの移民で剪定職人。フリーボの事件とリンクして起こった連続皮剥ぎ殺人事件の第一発見者で、その後の事件でも証言を提供する。
- アーサー・ミッチェル (Arthur Mitchell)
  - 演 - ジョン・リスゴー、日本語吹替 - 辻親八
  - 第4シーズン登場人物。全米各地で、「同じ境遇の人物を、同じ方法で殺す」3パターンでの殺人を、定期的に繰り返している連続殺人者「トリニティ・キラー」。だが、ランディ以外にその存在を認めているものはいない。表向きは長年教師を務め、教会に欠かさず通い、ボランティア活動に積極的に従事し、良き夫良き父親として、理想的な人物として周囲の信頼を得ている。その殺戮衝動は、幼い頃、衝撃的な出来事によって、次々と家族を失ったことに起因している。
- クリスティーナ・ヒル (Christine Hill)
  - 演 - コートニー・フォード
  - 第4シーズン登場人物。女性新聞記者。クインと関係を持ち、彼から得た内部情報をスクープすることを繰り返す。
- ルーメン・アン・ピアス (Lumen Ann Pierce)
  - 演 - ジュリア・スタイルズ、日本語吹替 - 衣鳩志野
  - 第5シーズン登場人物。連続レイプ殺人集団に監禁されていたところを脱出した際に、デクスターの現場を目撃する。
- ジョーダン・チェイス (Jordan Chase)
  - 演 - ジョニー・リー・ミラー、日本語吹替 - 佐藤拓也
  - 第5シーズン登場人物。自己啓発セミナーをするカリスマ講演者。連続レイプ殺人事件の重要参考人として警察署を訪れた際にデクスターと知り合う。
- ブラザー・サム (Brother Sam)
  - 演 - モス・デフ、日本語吹替 - 竹田雅則
  - 第6シーズン登場人物。過去に犯した過ちを悔いて修道士となり、自動車修理工場を経営し出所した元受刑者たちに働く機会を提供している。無神論を貫くデクスターにキリスト教を通じてどんな心の闇にもやがて光が指すことを説く。
- ジェームズ・ゲラー (James Gellar)
  - 演 - エドワード・ジェームズ・オルモス、日本語吹替 - 池田ヒトシ
  - 第6シーズン登場人物。元・タラハシー大学のカリスマ的な神学の教授。「神からの命令」として、悪徳に満ちたこの世を終わらせるために、聖書のヨハネの黙示録の予言にしたがった連続殺人を行い、「終末論キラー（DDK）」と呼ばれるようになる。
- トラビス・マーシャル (Travis Marshall)
  - 演 - コリン・ハンクス、日本語吹替 - 杉村憲司
  - 第6シーズン登場人物。ゲラーの元教え子で、現在は美術品修復の仕事についている。ゲラーの教えのもと、ともに連続殺人を行う。
- アイザック・シルコ (Isaak Sirko)
  - 演 - レイ・スティーヴンソン、日本語吹替 - 高岡瓶々
  - 第7シーズンの登場人物。ウクライナ・マフィア、コシュカ（Koshka）会の幹部。キエフを拠点とするが、腹心の部下がマイアミで失踪したことからそれがデクスターの仕業であることを調べ上げ、復讐に執念を燃やす。残忍かつ冷酷な性格でデクスターにたどり着くまでに幾度もためらいなく殺人を犯す。同性愛者。
- ハンナ・マッケイ (Hannah McKay)
  - 演 - イヴォンヌ・ストラホフスキー、日本語吹替 - 衣鳩志野
  - 第7、8シーズンの登場人物。15歳のときに恋人と駆落ちし、その過程で連続殺人に加担するも警察への協力により自由の身となる。その後花屋を経営するようになるが、彼女の身辺で何件も変死事件が起こる。デクスターと互いに強く惹かれあっており、またハリソンにも懐かれている。
- サル・プライス (Sal Price)
  - 演 - サンティアゴ・カブレラ、日本語吹替 - 土田大
  - 第7シーズンの登場人物。連続猟奇殺人事件を得意な題材とするルポライター。司法取引により自由の身となったハンナ・マッケイの供述に疑問を持ち、独自に調査するとともに彼女につきまとい取材を試みる。資料収集のために訪れたマイアミ警察署でデボラと知り合い、その後二人は急接近していく。
- エブリン・ボーゲル (Evelyn Vogel)
  - 演 - シャーロット・ランプリング、日本語吹替 - 水野ゆふ
  - 第8シーズンの登場人物。年少のサイコパスを専門とする精神神経科医。殺人鬼「脳外科医」の捜査のためマイアミ警察に協力する。かつてハリーと知り合いであり、サイコパスの兆候を示していたデクスターのことで相談を受け、"ハリーの掟"を共に作成したことが明らかになる。「脳外科医」は犠牲者から切り取った脳の一部をボーゲル博士の家の前に置き続ける。
- ジェイコブ・エルウェイ (Jacob Elway)
  - 演 - ショーン・パトリック・フラナリー
  - 第8シーズンの登場人物。元警官だが現在は民間の調査機関を経営し、マイアミ警察を辞職したデボラを雇う。
- オリバー・サクソン (Oliver Saxon)
  - 演 - ダリ・インゴルフソン、日本語吹替 - 東明弘
  - 第8シーズンの登場人物。建築技師。デクスターの隣人・キャシーの恋人となる。

## エピソード
| シーズン | シーズン | 話数 | 話数 | 放送期間      | 放送期間       |
| シーズン | シーズン | 話数 | 話数 | 初回放送      | 最終回放送     |
| -------- | -------- | ---- | ---- | ------------- | -------------- |
|          | 1        | 12   | 12   | 2006年10月1日 | 2006年12月17日 |
|          | 2        | 12   | 12   | 2007年9月30日 | 2007年12月16日 |
|          | 3        | 12   | 12   | 2008年9月28日 | 2008年12月14日 |
|          | 4        | 12   | 12   | 2009年9月27日 | 2009年12月13日 |
|          | 5        | 12   | 12   | 2010年9月26日 | 2010年12月12日 |
|          | 6        | 12   | 12   | 2011年10月2日 | 2011年12月18日 |
|          | 7        | 12   | 12   | 2012年9月30日 | 2012年12月16日 |
|          | 8        | 12   | 12   | 2013年6月30日 | 2013年9月22日  |

### 第1シーズン
| №      | ＃     | タイトル             | 原題                      | オリジナル放送日 |
| ------ | ------ | -------------------- | ------------------------- | ---------------- |
| 第1話  | 第1話  | 正義の殺人者         | Dexter                    | 2006年10月1日    |
| 第2話  | 第2話  | 空涙を流す男         | Crocodile                 | 2006年10月8日    |
| 第3話  | 第3話  | 指先のない死体       | Popping Cherry            | 2006年10月15日   |
| 第4話  | 第4話  | 切断された手足       | Let's Give the Boy a Hand | 2006年10月22日   |
| 第5話  | 第5話  | 自由というワナ       | Love American Style       | 2006年10月29日   |
| 第6話  | 第6話  | 嵐の予感             | Return to Sender          | 2006年11月5日    |
| 第7話  | 第7話  | 仲間たち             | Circle of Friends         | 2006年11月12日   |
| 第8話  | 第8話  | 危険なカウンセリング | Shrink Wrap               | 2006年11月19日   |
| 第9話  | 第9話  | 父親たち             | Father Knows Best         | 2006年11月26日   |
| 第10話 | 第10話 | 血の海の少年         | Seeing Red                | 2006年12月3日    |
| 第11話 | 第11話 | 真実                 | Truth Be Told             | 2006年12月10日   |
| 第12話 | 第12話 | 自由に生まれた       | Born Free                 | 2006年12月17日   |

### 第2シーズン
| №      | ＃     | タイトル                     | 原題                          | オリジナル放送日 |
| ------ | ------ | ---------------------------- | ----------------------------- | ---------------- |
| 第13話 | 第1話  | 新しいゲームのはじまり       | It's Alive                    | 2007年9月30日    |
| 第14話 | 第2話  | 真っ暗闇                     | Waiting to Exhale             | 2007年10月7日    |
| 第15話 | 第3話  | 嘘つき                       | An Inconvenient Lie           | 2007年10月14日   |
| 第16話 | 第4話  | 仮面の内側                   | See-Through                   | 2007年10月21日   |
| 第17話 | 第5話  | 闇の守護神                   | The Dark Defender             | 2007年10月28日   |
| 第18話 | 第6話  | デクスターと嘘とビデオテープ | Dex, Lies, and Videotape      | 2007年11月4日    |
| 第19話 | 第7話  | デクスターへのレクイエム     | That Night, a Forest Grew     | 2007年11月11日   |
| 第20話 | 第8話  | 夜明け前                     | Morning Comes                 | 2007年11月18日   |
| 第21話 | 第9話  | 無駄な抵抗                   | Resistance Is Futile          | 2007年11月25日   |
| 第22話 | 第10話 | ハリーの死の謎               | There's Something About Harry | 2007年12月2日    |
| 第23話 | 第11話 | 人生の曲がり角               | Left Turn Ahead               | 2007年12月9日    |
| 第24話 | 第12話 | デクスターの掟               | The British Invasion          | 2007年12月16日   |

### 第3シーズン
| №      | ＃     | タイトル                   | 原題                       | オリジナル放送日 |
| ------ | ------ | -------------------------- | -------------------------- | ---------------- |
| 第25話 | 第1話  | 新しい危機                 | Our Father                 | 2008年9月28日    |
| 第26話 | 第2話  | フリーボを捜せ             | Finding Freebo             | 2008年10月5日    |
| 第27話 | 第3話  | 百獣の王                   | The Lion Sleeps Tonight    | 2008年10月12日   |
| 第28話 | 第4話  | 家族の絆                   | All In The Family          | 2008年10月19日   |
| 第29話 | 第5話  | ラスト・クルーズ           | Turning Biminese           | 2008年10月26日   |
| 第30話 | 第6話  | 為せば成る                 | Si Se Puede                | 2008年11月2日    |
| 第31話 | 第7話  | 友達の条件                 | Easy As Pie                | 2008年11月9日    |
| 第32話 | 第8話  | バタフライ効果             | The Damage A Man Can Do    | 2008年11月16日   |
| 第33話 | 第9話  | 信頼の結果                 | About Last Night           | 2008年11月23日   |
| 第34話 | 第10話 | 禁断の扉                   | Go Your Own Way            | 2008年11月30日   |
| 第35話 | 第11話 | 友情の意味                 | I Had a Dream              | 2008年12月7日    |
| 第36話 | 第12話 | デクスターを夫としますか？ | Do You Take Dexter Morgan? | 2008年12月14日   |

### 第4シーズン
| №      | ＃     | タイトル         | 原題                 | オリジナル放送日 |
| ------ | ------ | ---------------- | -------------------- | ---------------- |
| 第37話 | 第1話  | 夢見た人生       | Living the Dream     | 2009年9月27日    |
| 第38話 | 第2話  | 記憶             | Remains to Be Seen   | 2009年10月4日    |
| 第39話 | 第3話  | 隠れた真実       | Blinded by the Light | 2009年10月11日   |
| 第40話 | 第4話  | デクスターの休暇 | Dex Takes a Holiday  | 2009年10月18日   |
| 第41話 | 第5話  | ダーティハリー   | Dirty Harry          | 2009年10月25日   |
| 第42話 | 第6話  | ハンマー探し     | If I Had a Hammer    | 2009年11月1日    |
| 第43話 | 第7話  | 静寂な時間       | Slack Tide           | 2009年11月8日    |
| 第44話 | 第8話  | 過ちと悔恨       | Road Kill            | 2009年11月15日   |
| 第45話 | 第9話  | 飢えた男         | Hungry Man           | 2009年11月22日   |
| 第46話 | 第10話 | 消えた少年       | Lost Boys            | 2009年11月29日   |
| 第47話 | 第11話 | やあ デクスター  | Hello, Dexter Morgan | 2009年12月6日    |
| 第48話 | 第12話 | 宿命             | The Getaway          | 2009年12月13日   |

### 第5シーズン
| №      | ＃     | タイトル     | 原題                      | オリジナル放送日 |
| ------ | ------ | ------------ | ------------------------- | ---------------- |
| 第49話 | 第1話  | 失意と悔恨   | My Bad                    | 2010年9月26日    |
| 第50話 | 第2話  | 別れの時     | Hello, Bandit             | 2010年10月3日    |
| 第51話 | 第3話  | ほぼ完璧     | Practically Perfect       | 2010年10月10日   |
| 第52話 | 第4話  | ウソと真実   | Beauty And The Beast      | 2010年10月17日   |
| 第53話 | 第5話  | 最初の血     | First Blood               | 2010年10月24日   |
| 第54話 | 第6話  | 日常の区分   | Everything Is Illumenated | 2010年10月31日   |
| 第55話 | 第7話  | 必要な存在   | Circle Us                 | 2010年11月7日    |
| 第56話 | 第8話  | 欲望のままに | Take It!                  | 2010年11月14日   |
| 第57話 | 第9話  | 父の誇り     | Teenage Wasteland         | 2010年11月21日   |
| 第58話 | 第10話 | 事の発端     | In The Beginning          | 2010年11月28日   |
| 第59話 | 第11話 | 本物の愛     | Hop A Freighter           | 2010年12月5日    |
| 第60話 | 第12話 | 闇の行方     | The Big One               | 2010年12月12日   |

### 第6シーズン
| №      | ＃     | タイトル   | 原題                           | オリジナル放送日 |
| ------ | ------ | ---------- | ------------------------------ | ---------------- |
| 第61話 | 第1話  | 信仰       | Those Kinds of Things          | 2011年10月2日    |
| 第62話 | 第2話  | おとぎ話   | Once Upon a Time...            | 2011年10月9日    |
| 第63話 | 第3話  | 欲望と老い | Smokey and the Bandit          | 2011年10月16日   |
| 第64話 | 第4話  | 神と科学   | A Horse of a Different Color   | 2011年10月23日   |
| 第65話 | 第5話  | 光と闇     | The Angel of Death             | 2011年10月30日   |
| 第66話 | 第6話  | 闇を捨てて | Just Let Go                    | 2011年11月6日    |
| 第67話 | 第7話  | 過去の亡霊 | Nebraska                       | 2011年11月13日   |
| 第68話 | 第8話  | 怠惰       | Sins of Omission               | 2011年11月20日   |
| 第69話 | 第9話  | 怒りの鉢   | Get Gellar                     | 2011年11月27日   |
| 第70話 | 第10話 | 軌道修正   | Ricochet Rabbit                | 2011年12月4日    |
| 第71話 | 第11話 | ゲラーの手 | Talk to the Hand               | 2011年12月11日   |
| 第72話 | 第12話 | 兄への愛   | This is the Way the World Ends | 2011年12月18日   |

### 第7シーズン
| №      | ＃     | タイトル       | 原題                      | オリジナル放送日 |
| ------ | ------ | -------------- | ------------------------- | ---------------- |
| 第73話 | 第1話  | 追求           | Are You...?               | 2012年9月30日    |
| 第74話 | 第2話  | 日光浴とアイス | Sunshine and Frosty Swirl | 2012年10月7日    |
| 第75話 | 第3話  | 古巣へ         | Buck the System           | 2012年10月14日   |
| 第76話 | 第4話  | 迷路           | Run                       | 2012年10月21日   |
| 第77話 | 第5話  | 深海へ         | Swim Deep                 | 2012年10月28日   |
| 第78話 | 第6話  | 悪への誘い     | Do the Wrong Thing        | 2012年11月4日    |
| 第79話 | 第7話  | 化学反応       | Chemistry                 | 2012年11月11日   |
| 第80話 | 第8話  | 理想の地       | Argentina                 | 2012年11月18日   |
| 第81話 | 第9話  | 恐怖と愛       | Helter Skelter            | 2012年11月25日   |
| 第82話 | 第10話 | 責任の所在     | The Dark... Whatever      | 2012年12月2日    |
| 第83話 | 第11話 | 未来への期待   | Do You See What I See?    | 2012年12月9日    |
| 第84話 | 第12話 | 禁じ手         | Surprise, Motherfucker!   | 2012年12月16日   |

### 第8シーズン
| №      | ＃     | タイトル       | 原題                         | オリジナル放送日 |
| ------ | ------ | -------------- | ---------------------------- | ---------------- |
| 第85話 | 第1話  | サイコパス     | A Beautiful Day              | 2013年6月30日    |
| 第86話 | 第2話  | よき理解者     | Every Silver Lining...       | 2013年7月7日     |
| 第87話 | 第3話  | むしばむ者     | What's Eating Dexter Morgan? | 2013年7月14日    |
| 第88話 | 第4話  | 傷を癒やすもの | Scar Tissue                  | 2013年7月21日    |
| 第89話 | 第5話  | 誘拐           | This Little Piggy            | 2013年7月28日    |
| 第90話 | 第6話  | 研修生         | A Little Reflection          | 2013年8月4日     |
| 第91話 | 第7話  | 再会           | Dress Code                   | 2013年8月11日    |
| 第92話 | 第8話  | かわいい弟子   | Are We There Yet?            | 2013年8月18日    |
| 第93話 | 第9話  | 懐かしの曲     | Make Your Own Kind of Music  | 2013年8月25日    |
| 第94話 | 第10話 | 守りたい人     | Goodbye Miami                | 2013年9月8日     |
| 第95話 | 第11話 | ２人のモーガン | Monkey in a Box              | 2013年9月15日    |
| 第96話 | 第12話 | 兄として       | Remember the Monsters?       | 2013年9月22日    |

## スピンオフ
2021年11月7日から、マイケル・C・ホールが主演を務める続編のシリーズ『デクスター:ニュー・ブラッド』（全10話）がShowtimeで放送された。日本では、2022年3月7日よりHuluで配信予定された。2023年2月、息子のハリソンを主人公とする新シーズンへの更新が発表された。
2023年、あらたに前日譚となる"Dexter: Origins "が発注された。
そしてさらに、トリニティ・キラーなど他のキャラクターを中心に据えたスピンオフが企画中である。